# 暁テル子
暁 テル子（あかつき てるこ、1921年1月21日 - 1962年7月20日、本名：関根 ひさ）は、昭和20年代に活躍した日本の歌手、女優。愛称は「テリー」。

## 経歴
東京・浅草生まれ。
SSK（松竹少女歌劇団）出身。
1933年（昭和8年）、子役でデビュー。
1939年（昭和14年）準幹部となり、並木路子らと4人のジョリー・シスターズで活躍。
1941年（昭和16年）古川ロッパ一座に入団。東宝、松竹の舞台でも活躍。
戦後はアーニー・パイル劇場（東京宝塚劇場）専属となり外国人兵から「テリー」と愛称で呼ばれ人気を博した。
1948年（昭和23年）大映と契約し、『春爛漫狸祭』で映画デビュー。　　
1949年（昭和24年）、照子からテル子に改名。
1949年（昭和24年）2月、ビクターレコード専属となり「南の恋唄」、「これがブギウギ」でデビュー。これを作曲した“村雨まさを”は、服部良一のペンネームである。1951年（昭和26年）発売の「ミネソタの卵売り」「東京シューシャインボーイ」は代表的ヒット曲になった。
また、ダンスで鍛えたプロポーションと底抜けの明るさで、ミュージカルコメディを初めとする劇映画でも活躍。1957年（昭和32年）からは、NHKの「ジェスチャー｣に出演するなど、テレビでも人気を博した。
1958年（昭和33年）、胸を患い事実上の引退となる。1962年（昭和37年）7月20日、心臓麻痺により中野区江古田4丁目の自宅で死去。41歳没。
元夫は元アメリカ陸軍将校でサンフランシスコ・ジャイアンツ極東スカウトを務めた原田恒男（キャピー原田）。1947年に結婚し、その後1958年に離婚した。
1951年（昭和26年）暁と原田の間に息子が生まれたが、1958年（昭和33年）に七歳で急死した。

## 代表曲
- 南の恋唄（昭和24年2月発売）
- これがブギウギ（昭和24年2月発売）
- 鬼のブギウギ（昭和24年3月発売）
- 恋のジプシー（昭和24年5月発売）
- 長崎のマリヤさん（昭和24年11月発売）
- 東京カチンカ娘（昭和25年1月発売）with 羽山和男
- 港エレジー（昭和25年1月発売）
- 銀座ジャングル（昭和25年1月発売）
- 大島ヅキヅキ（昭和25年4月発売）
- リオのポポ売り（昭和25年5月発売）
- メランコリーブルース（昭和25年5月発売）
- 美女桜匂うよ（昭和25年6月発売）
- 香水と洋傘（昭和25年7月発売）
- 君と行くアメリカ航路（昭和25年7月発売）with 灰田勝彦
- おらんだ絵巻（昭和25年8月発売）
- チューインガムは恋の味（昭和25年8月発売）
- チロルのミルク売り（昭和25年8月発売）
- 炎のルンバ（昭和25年10月発売）
- 赤いグラスも（昭和25年11月発売）
- パラダイス夢の国（昭和25年12月発売）
- サーカス物語（昭和26年1月発売）
- ミシシッピーの恋の唄（昭和26年1月発売）
- ラプラタの夜話（昭和26年1月発売）
- ミネソタの卵売り（昭和26年2月発売）
- ジプシーの女（昭和26年2月発売）
- ハワイ悲歌（昭和26年2月発売）
- 炎の肌（昭和26年2月発売）
- 銀座の牝豹（昭和26年3月発売）
- お嬢さんご用心（昭和26年5月発売）
- 憧れのエアーガール（昭和26年5月発売）
- 東京シューシャインボーイ（昭和26年5月発売）…1970年ロバート・アルトマン監督のアメリカ映画『M★A★S★H マッシュ』の挿入歌に使用された。1988年大友克洋監督のアニメ映画『AKIRA』にも挿入歌に使用された。
- メロンはいかが（昭和26年5月発売）
- ミシン娘（昭和26年6月発売）
- りべらる銀座（昭和26年7月発売）
- たぬきルムバ（昭和26年7月発売）
- ホノルルボンガ（昭和26年9月発売）
- 愛のサンバ（昭和26年10月発売）
- チョコレートの香り（昭和26年12月発売）
- 乾杯!南海ホークス（昭和27年1月発売）with 灰田勝彦
- ナガサキコンガ（昭和27年4月発売）
- 銀座炭坑ぶし（昭和27年5月発売）
- 桃太郎ブギ（昭和27年7月発売）
- お家で待ってるわ（昭和27年7月発売）
- ねずみとドラム（昭和27年8月発売）
- 祭の夜のフラダンス（昭和27年8月発売）
- 泣き笑いABC（昭和27年8月発売）
- 乾杯！サラリーマン諸君（昭和27年8月発売）with 宇都美清
- サラリーマン節（昭和27年8月発売）
- チャンポン・ルンバ（昭和27年9月発売）
- 青空パラダイス（昭和28年1月発売）
- 陽気な花売娘（昭和28年3月発売）
- 東京ラッキーボーイ（昭和28年4月発売）
- フラ天国（昭和28年5月発売）
- ハワイ航路のマドロスさん（昭和28年5月発売）
- びっくりしゃっくりブギ（昭和28年7月発売）
- そんなのないわよ（昭和28年8月発売）
- お酒の歌（昭和28年9月発売）
- 亭主のお古は味がある（昭和28年9月発売）
- 僕はホームラン・ボーイ（昭和29年12月発売）
- そうらんチャチャチャ（昭和30年10月発売）
- おこさチャチャチャ（昭和31年4月発売）
- 港キューバのタバコ売り（昭和31年8月発売）

## CD音源

### シングル
- 東京シューシャインボーイ / ミネソタの卵売り
  - 林家木久扇が「笑点」の回答で歌う事がある。良く卵絡みの回答をする為「ミネソタの卵売り」を歌う事が多いが、たまに靴磨き絡みの回答をした時には「東京シューシャインボーイ」を歌う事があるがそう多くはない。

横山やすし・西川きよしの漫才「男の中の男」（チンピラにカネを取られた上に売物の卵を潰されるというネタ）で横山やすしが歌う。

### アルバム
- 昭和を飾った名歌手たち⑬　ミネソタの卵売り
  - 南の恋唄 / これがブギウギ / 鬼のブギウギ / 東京カチンカ娘（with 羽山和男） / リオのポポ売り / チューインガムは恋の味 / パラダイス夢の国 / ミネソタの卵売り / 東京シューシャインボーイ / りべらる銀座 / 桃太郎ブギ / 泣き笑いABC / 乾杯!サラリーマン諸君（with 宇都美清） / 青空パラダイス / フラ天国
- 日本の流行歌スターたち(13) 東京シューシャインボーイ〜ミネソタの卵売り
  - これがブギウギ / 東京シューシャインボーイ / 東京ラッキー・ボーイ / 僕はホームラン・ボーイ / 憧れのエアーガール / ミシン娘 / 陽気な花売娘 / 港キューバのタバコ売リ / ミネソタの卵売り / チロルのミルク売り / リオのポポ売り / メロンはいかが / チョコレートの香り / チューインガムは恋の味 / チャンポン・ルンバ / 祭の夜のフラダンス / そうらんチャチャチャ / 銀座炭坑ぶし / 大島ヅキヅキ / ナガサキ・コンガ / 長崎のマリアさん / おらんだ絵巻 / ハワイ航路のマドロスさん

### コンピレーション
- 青春歌年鑑 戦後編3 昭和26年〜28年
  - 東京シューシャインボーイ / ミネソタの卵売り
- スイング・ニッポン - 日本のメロディをジャズで
  - これがブギウギ / 鬼のブギウギ / 銀座ジャングル / ミシシッピの恋唄 / ねずみとドラム（with ジョージ川口）
- 池中くんの昭和歌謡
  - びっくりしゃっくりブギ
- 魅惑のニュー・リズム
  - びっくりしゃっくりブギ
- 東京の屋根の下 〜僕の音楽人生 1948〜1954 [ビクター編]
  - 南の恋唄 / これがブギウギ / 鬼のブギウギ / 恋のジプシー / お酒の歌
- リズムの変遷〜日本ラテン傑作選 1931-1957
  - リオのポポ売り / チャンポン・ルンバ
- 日本の流行歌史大系
  - リオのポポ売り / チューインガムは恋の味 / 祭りの夜のフラダンス

### 参加作品
- 灰田勝彦大全集
  - 君と行くアメリカ航路（with 灰田勝彦） / 乾杯！南海ホークス（with 灰田勝彦）

## NHK紅白歌合戦出場歴
| 1951年（昭和26年）/第1回                        | リオのポポ売り           | 林伊佐緒 |
| 1952年（昭和27年）/第2回                        | メロンはいかが           | 林伊佐緒 |
| 1953年（昭和28年）/第3回                        | 東京シューシャインボーイ | 伊藤久男 |
| 1957年（昭和32年）/第8回                        | やさしい婦警さん         | 白根一男 |
| - このうち、第8回のラジオ中継の音声が現存する。 |                          |          |

## 主な映画出演
- 春爛漫狸祭（1948年、大映）
- ぜったい愛して（1948年、大映）
- のらくら海浜騒動（1948年、松竹）
- 死美人事件（1948年、大映）
- 月光城の盗賊（1948年、大映）
- 三十三の足跡（1948年、大映）
- 花くらべ狸御殿（1949年、大映）
- 虹男（1949年、大映）　-　※DVD発売
- 愛染草（1949年、大映）
- 歌うまぼろし御殿（1949年、東映）
- 東京カチンカ娘（1950年、新東宝）
- 笑う地球に朝が来る（1950年、大映）
- 狸銀座を歩く（1950年、大映）
- 君と行くアメリカ航路（1950年、新東宝）
- 女賊と判官（1951年、東京映画配給）
- さすらいの旅路（1951年、新東宝）
- 恋の蘭燈（1951年、新東宝）
- 続・チャッカリ夫人とウッカリ夫人　底抜けアベック三段とび（1952年、新東宝）
- 親馬鹿花合戦（1953年、新東宝）
- アチャコ青春手帖第四話　めでたく結婚の巻（1953年、新東宝）
- 桜まつり歌合戦（1954年、大映）
- 陽気な天国（1955年、新東宝）
- 森繁の新入社員（1955年、新東宝）　-　※DVD発売
- のんき裁判（1955年、新東宝）　-　※DVD発売
- 森繁のやりくり社員（1955年、新東宝）　-　※DVD発売
- 背広さんスカートさん（1956年、新東宝）
- 坊ちゃんの野球王（1958年、新東宝）
- 三代目　魚河岸の石松（1958年、東映）